# Дезмир (Клуж)
Дезмир (рум. Dezmir) насеље је у Румунији у округу Клуж у општини Апахида. Oпштина се налази на надморској висини од 353 m.

## Становништво
Према подацима из 2002. године у насељу је живело 1300 становника.

### Попис2002.
| Расподела становништва по националности 2002.‍ | Расподела становништва по националности 2002.‍ | Расподела становништва по националности 2002.‍ | Расподела становништва по националности 2002.‍ | Расподела становништва по националности 2002.‍ |
| --------------------------------------------- | --------------------------------------------- | --------------------------------------------- | --------------------------------------------- | --------------------------------------------- |
|                                               |                                               |                                               |                                               |                                               |
| Румуни                                        | Румуни                                        |                                               | 1.262                                         | 97,2%                                         |
| Мађари                                        | Мађари                                        |                                               | 27                                            | 2,1%                                          |
| Роми                                          | Роми                                          |                                               | 10                                            | 0,8%                                          |